# Dogecoin
Dogecoin ((/ˈdoʊʒkɔɪn/ DOUŽ-koin,kod: DOGE, simboli: Ð i D), kriptovaluta s likom psa shiba iz internetske pojave "dogea" kao logotipa. Uveden je u uporabu kao "šaljiva valuta" 6. prosinca 2013., no brzo je razvio svoju internetsku zajednicu i dosegao kapitalizaciju od 60 milijuna američkih dolara siječnja 2014. godine.
U usporedbi s inim kriptovalutama, dogecoin je bio brza proizvodna rasporeda: 100 milijarda ih je bilo u optjecaju do sredine 2015., uz dodatnih 5,256 milijarda dogecoina svake godine poslije. Dana 30. lipnja 2015. izrudaren je 100 milijarditi dogecoin.
Kod za dogecoin je otvoreni kod. Izvorni autori su Billy Markus i Jackson Palmer. 
Valutna oznaka dogecoina je veliko slovo eth.

## Korištenje i razmjena
Dogecoin je altcoin s velikom bazom korisnika koji trguje s fiat valutama i drugim kriptovalutama na nekoliko renomiranih burzi kriptovaluta i maloprodajnih investicijskih platformi.
Trgovina fizičkim, materijalnim predmetima u razmjenu za DOGE odvija se u online zajednicama kao što su Reddit i Twitter, gdje korisnici u takvim krugovima često dijele informacije vezane za kriptovalute. Dogecoin je također korišten u pokušaju prodaje imovine i korišten je u pornografskoj industriji i kockanju.

### Napojnica online
Jedna od glavnih komercijalnih primjena kriptovalute su internetski sustavi za napojnicu, u kojima korisnici društvenih mreža savjetuju druge korisnike za pružanje zanimljivog ili vrijednog sadržaja.

### Dogetipbot
Dogetipbot je bila usluga transakcija kriptovaluta koja se koristila na popularnim stranicama kao što su Reddit i Twitch. To je omogućilo korisnicima da šalju Dogecoins drugim korisnicima putem naredbi putem komentara na Redditu. U svibnju 2017. Dogetipbot je ukinut i onemogućen nakon što je njegov tvorac podnio zahtjev za bankrot; kao rezultat toga, mnogi korisnici Dogetipbota izgubili su svoje kovanice pohranjene u sustavu Dogetipbot.

### "To the moon"
Referenca "odlaska na mjesec" seže barem do 25. ožujka 2014., kada je Dogecoin zajednica uspješno prikupila 67,8 milijuna Dogecoin-a (oko 55.000 USD u to vrijeme) u nastojanju da sponzorira vozača NASCAR Sprint Cup Series Josha Wisea. Wise je vozio automobil pod nadimkom "Moonrocket" sa shemom boja koju sponzorira Dogecoin/Reddit. Elon Musk nedavno je također tvitao da će doslovno poslati Doge-a na Mjesec.

## Vanjske poveznice
- (eng.) Dogecoin